# Bareta (ciudad)
Bareta es una ciudad de la India en el distrito de Mansa, Estado de Panyab.

## Geografía
Se encuentra a una altitud de 217 m s. n. m. a 175 km de la capital estatal, Chandigarh, en la zona horaria UTC +5:30.

## Demografía
Según estimación 2010 contaba con una población de 18 109 habitantes.